# Preguiça
Preguiça est une localité du Cap-Vert située dans l'île de São Nicolau, près de Ribeira Brava.
Elle est desservie par un aérodrome.